# Al-Hilal FC Wau
L'Al Hilal FC Wau és un club sud-sudanès de futbol de la ciutat de Wau.

## Palmarès
- Campionat de Sudan del Sud de futbol[2]
  - 2018